# Rio Verde, Goiás
Rio Verde este un oraș în Goiás (GO), Brazilia.